# Felix Grundy

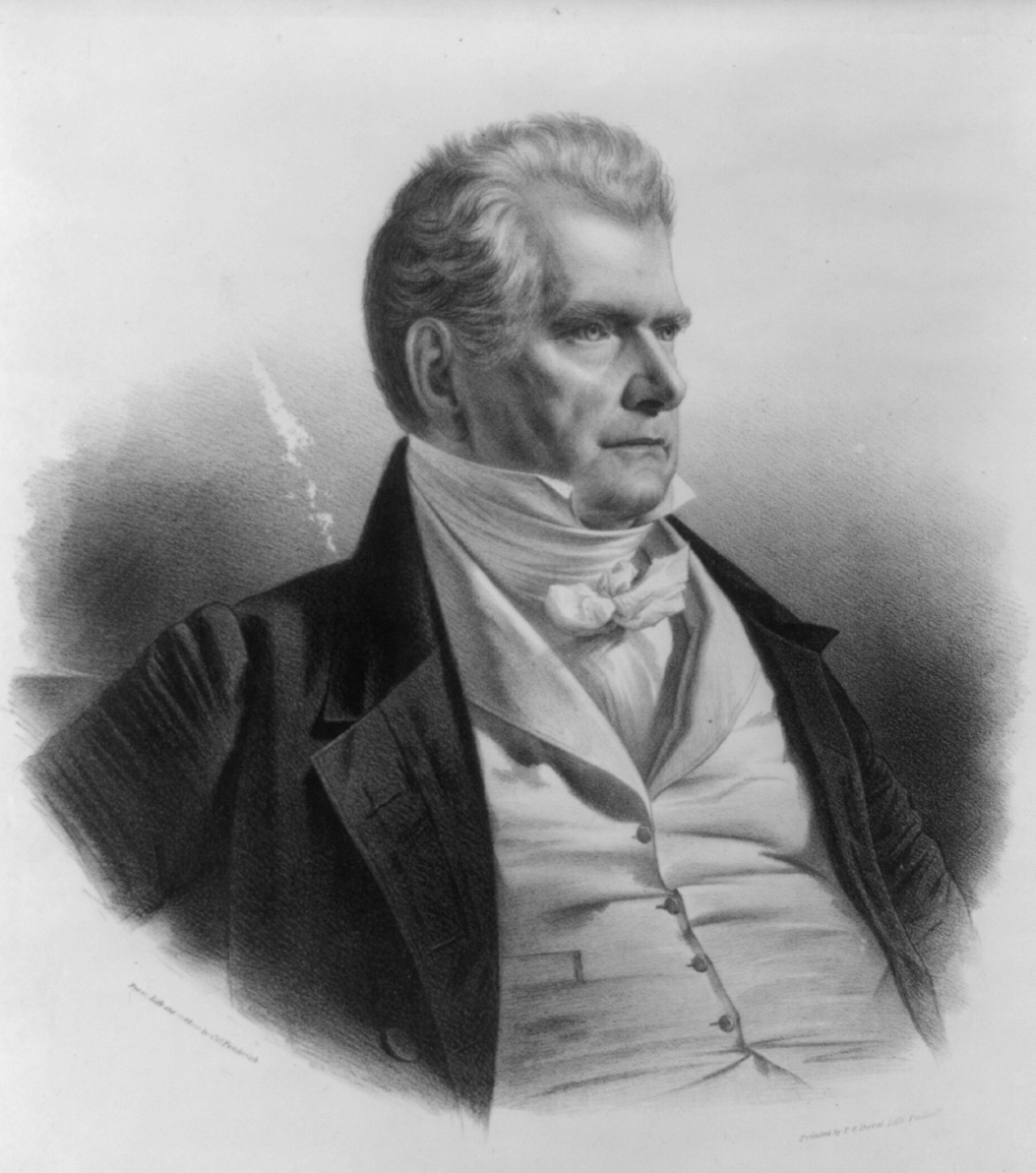
Felix Grundy

Felix Grundy (* 11. September 1777 im Berkeley County, Virginia; † 19. Dezember 1840 in Nashville, Tennessee) war ein US-amerikanischer Jurist und Politiker. Er gehörte dem Kabinett von US-Präsident Martin Van Buren als Justizminister an und war US-Senator für den Bundesstaat Tennessee.

## Studium und berufliche Laufbahn
Nach der Schulausbildung absolvierte er ein Studium der Rechtswissenschaften, das er 1797 mit der Zulassung zum Rechtsanwalt in Kentucky beendete. Anschließend ließ er sich in Bardstown als Rechtsanwalt nieder. Im Jahr 1805 erfolgte seine Berufung zum Obersten Appellationsgericht (State Supreme Court of Errors and Appeals) von Kentucky, dessen Präsident er für einige Zeit im Jahr 1807 war. 1807 gründete er eine Anwaltskanzlei in Nashville. In seiner Kanzlei studierte der spätere Präsident James K. Polk die Rechtswissenschaften. Zugleich wurde Grundy dessen politischer Mentor. Nach Grundys Tod kaufte Polk dessen Haus und lebte nach seiner Präsidentschaft dort.

## Politische Laufbahn

### Abgeordneter in Kentucky, Tennessee und Washington
Grundy begann seine politische Laufbahn bereits 1799 mit der Wahl zum Mitglied der Verfassungsgebenden Versammlung von Kentucky. Ein Jahr später wurde er Abgeordneter des Repräsentantenhauses des Bundesstaates, dem er dann bis 1805 angehörte. Nach seiner Niederlassung in Tennessee wurde er am 4. März 1811 als Mitglied der Demokratisch-Republikanischen Partei Abgeordneter im Repräsentantenhaus der Vereinigten Staaten, wo er bis zu seinem Rücktritt im Jahr 1814 verblieb. Von 1819 bis 1825 war er Abgeordneter im Repräsentantenhaus von Tennessee. Während dieser Zeit war er 1820 auch Kommissionär zur Festlegung der Staatsgrenze zwischen Kentucky und Tennessee.

### Senator und Justizminister unter Präsident Van Buren
Als Mitglied der Jacksonians, der Anhänger von Andrew Jackson, wurde er am 19. Oktober 1829 zum US-Senator gewählt, um zunächst die bis zum 4. März 1833 dauernde Amtszeit von John Henry Eaton zu vollenden, der Kriegsminister im Kabinett Jackson wurde. Grundy wurde 1832 im Amt bestätigt und gehörte dem Kongress dann bis zum 4. Juli 1838 an. Während dieser Zeit war er von 1829 bis 1836 Vorsitzender des Postausschusses und anschließend bis zum 4. Juli 1838 des Justizausschusses.
Am 4. Juli 1838 berief ihn US-Präsident Martin Van Buren als Justizminister (Attorney General) in sein Kabinett. Von diesem Amt trat er im Dezember 1839 zurück, nachdem er als Mitglied der Demokratischen Partei am 19. November 1839 erneut zum US-Senator gewählt worden war, um diesmal die Amtszeit des zurückgetretenen Ephraim Hubbard Foster zu vollenden. Als es zu einer kontroversen Diskussion über die rechtliche Zulässigkeit der Wahl eines amtierenden Justizministers zum Senator kam, trat er schließlich am 14. Dezember sowohl als Minister als auch als Senator zurück. Noch am gleichen Tag wurde er dann erneut zum Senator gewählt und verblieb in diesem Amt bis zu seinem Tod im Jahr darauf. Während dieser Zeit war er Vorsitzender des Committee on Revolutionary Claims. Ihm zu Ehren wurden die Grundy Countys in Illinois, Iowa, Missouri sowie Tennessee benannt.